# Gabriel Torres
Gabriel Arturo „Gaby” Torres Tejada (ur. 31 października 1988 w Panamie) – panamski piłkarz występujący na pozycji napastnika. Zawodnik klubu Tauro FC oraz reprezentacji Panamy.

## Kariera klubowa
Torres seniorską karierę rozpoczynał w 2003 roku w zespole Chepo z trzeciej ligi. W tym samym roku awansował z nim do drugiej ligi, a w 2005 do pierwszej. Sezon 2006 spędził na wypożyczeniu w San Francisco FC, z którym zdobył mistrzostwo Panamy. Na sezon 2007 wrócił do Chepo. Kolejne 3 sezony spędził w Kolumbii, grając na wypożyczeniach w drużynach La Equidad, América Cali oraz Atlético Huila. Z La Equidad zdobył Puchar Kolumbii.
W 2010 roku Torres wrócił do Panamy, gdzie został graczem klubu San Francisco FC. W 2011 roku ponownie przeszedł do kolumbijskiego La Equidad. W latach 2011–2013 grał w Zamorze FC. W 2013 roku przeszedł do Colorado Rapids, a w 2016 wrócił do Zamory.
W 2019 został piłkarzem Universidad de Chile. Z klubu był wypożyczany. Na początku trafił do Independiente del Valle. W 2021 został zawodnikiem Pumas UNAM.

## Kariera reprezentacyjna
W reprezentacji Panamy Torres zadebiutował 8 października 2005 roku w przegranym 0:1 meczu eliminacji Mistrzostw Świata 2006 z Trynidadem i Tobago. 7 września 2006 roku w wygranym 2:1 towarzyskim spotkaniu z Gwatemalą strzelił pierwszego gola w drużynie narodowej.
Został powołany do kadry na Złoty Puchar CONCACAF 2011, 2013, 2015, 2017, 2019 i 2021.
Znalazł się w kadrze Panamy na Mundialu 2018.